# Późne popołudnie
Pour plus de détails, voir Fiche technique et Distribution.
Późne popołudnie est un film polonais réalisé par Aleksander Ścibor-Rylski et sorti en 1965.

## Synopsis
L'histoire se déroule à Poznań, en Pologne.
Maria Siankowa, masseuse dans la cinquantaine, sa fille Tuńka et son colocataire Janusz vivent dans un immeuble. Sur l'insistance de son amie, Tuńka lui envoie des photos, rêvant d'une carrière cinématographique. Janusz est un chauffeur qui rêve d'émigrer et envoie pour cela des lettres à des institutions étrangères qui cherchent à s'y implanter.
Un jour, Bożena, ancienne protégée de Siankowa et amie de Tuńka, revient chez eux. Bożena, une belle jeune femme, s'intéresse immédiatement au solitaire Janusz, ce qui déclenche la jalousie féminine de Siankowa.
La talentueuse nageuse Jeżykówna n'a pas été admise dans l'équipe nationale et se lamente auprès de Tuńka que Siankowa complote contre elle.
Un conflit éclate à la maison, à la suite duquel Bożena, puis Janusz, déménagent.
Tuńka trouve ensuite dans l'armoire de Siankowa une liasse de lettres adressées à Janusz par ses correspondants étrangers. Il s'avère que Siankowa les interceptait et les cachait. Tuńka dévoile la supercherie de sa mère. Grâce à l'intervention de Tuńka, Janusz et Bożena emménagent à nouveau chez eux.
Tuńka reçoit une réponse négative du studio de cinéma. Siankowa, déchirée par la honte, répare sa mauvaise relation avec la nageuse Jeżykówna.

## Fiche technique
- Titre : Późne popołudnie
- Titre en anglais : Late Afternoon
- Réalisation : Aleksander Ścibor-Rylski
- Scénario : Aleksander Ścibor-Rylski
- Musique : Wojciech Kilar
- Son : Ryszard Patkowski
- Photographie : Kurt Weber
- Montage : Lidia Pacewicz
- Pays :  Pologne
- Langue : polonais
- Format : Noir et blanc
- Genre : Thriller psychologique
- Durée : 80 minutes
- Dates de sortie :
  -  Pologne : 18 février 1965

## Distribution
- Wanda Łuczycka : Maria Siankowa
- Magdalena Zawadzka : Tuńka, fille de Maria Siankowa
- Elżbieta Kępińska : Bożena, sous-locataire de Siankowa
- Franciszek Pieczka : Janusz, sous-locataire de Siankowa
- Elżbieta Karkoszka : amie de Tuńka
- Barbara Brylska : nageuse Jeżykówna
- Janusz Kłosiński : fotographe
- Barbara Horawianka : professeure de Tuńka
- Tadeusz Wojtych : facteur
- Józef Pieracki : entraîneur Wiślak
- Danuta Balicka : Cesia, amie de Boźena
- Jan Łopuszniak : employé du club Tempo
- Zbigniew Koczanowicz : employé du club Tempo
- Kazimierz Dejunowicz : employé du club Tempo
- Zygmunt Molik : chauffeur, remplaçant Janusza
- Władysław Stoma : vieil homme au cinéma